# Johann Nicolaus Haage (Gärtner, 1766)
Johann Nicolaus Haage (* 28. Dezember 1766; † 17. März 1814) war ein deutscher Kunstgärtner in Erfurt. Einer seiner Söhne war Friedrich Adolph Haage, der Begründer der Firma Friedrich Adolph Haage jun., Erfurt.

## Leben und Wirken
Johann Nicolaus Haage war einer der Söhne des Erfurter Erwerbsgärtners Johann Heinrich Haage (1737–1800), dem Besitzer der Dreienbrunnen-Gärtnerei, und dessen Frau Regina Magdalena Engelhardt. 1793 erwarb er das Bürgerrecht der Stadt Erfurt. Zwei Jahre später führte ihn der Neue Taschenkalender für Geschäftsmänner und Reisende im Erfurter Gebiet auf das Jahr 1795 als einen der drei Erfurter Kunstgärtner auf. Ab 1797 kaufte Haage Äcker im Erfurter Krämpferfeld, das Haus und Grundstück „Zum roten Krebs“ in der Schmidtstedter Gasse, der heutigen Schmidtstedter Straße 15, sowie Scheune und Garten Neuerbe 3–7 und Neuerbe 33. Sein Sortiment waren Zier- und Gemüsepflanzen. Haage widmete sich sowohl der Pflanzenzucht als auch dem Samenbau.
Haage war zweimal verheiratet und hatte insgesamt zehn Kinder. In erster Ehe war er mit Catharina Barbara Nehrlich (1775–1808), Tochter des Postpackmeisters Carl Friedemann Nehrlich und Tante des Landschaftsmalers Friedrich Nerly verheiratet. Aus der Ehe gingen die Kinder Carl Friedemann (1795–1844), Friedrich Adolph (1796–1866), Johann August Paul (1798–1865), Regina Magdalena (1801–1881), Johann Georg (1803–?), Maria Ampolonia Margaretha (1805–1812) und Franz Anton (1808–?) hervor. Nach dem Tod seiner ersten Frau heiratete er Johanna Christina Sondermann, eine Tochter des Gärtners Johann Michael Sondermann. Mit ihr hatte er die Kinder Johann Michael (1809–1842), Lorenz August (1811–1811) und Ernst Maximilian Ludwig (1812–1853).

## Nachweise
- Ilsabe Schalldach: Die Familie Haage. 325 Jahre Gärtnereigeschichte. In: Martin Baumann, Steffen Raßloff (Hrsg.): Blumenstadt Erfurt. Waid - Gartenbau - iga/egapark. Sutton Verlag, Erfurt 2011, ISBN 978-3-86680-812-6, S. 74–107.

| Personendaten    | Personendaten              |
| ---------------- | -------------------------- |
| NAME             | Haage, Johann Nicolaus     |
| ALTERNATIVNAMEN  | Haage, Johann Nicolaus II. |
| KURZBESCHREIBUNG | deutscher Gärtner          |
| GEBURTSDATUM     | 28. Dezember 1766          |
| STERBEDATUM      | 17. März 1814              |